# Gran Premio de Hungría
El Gran Premio de Hungría (en húngaro Magyar Nagydíj) es una carrera de automovilismo que tiene lugar en Hungría. La primera edición se disputó el 21 de junio de 1936 sobre un circuito trazado en un parque cerca del centro de Budapest. Los constructores Mercedes-Benz, Auto Union y Ferrari enviaron tres automóviles cada uno y el evento atrajo a una gran multitud. Sin embargo, la política y la cercana Segunda Guerra Mundial significaron el final de las competencias automovilísticas por más de cincuenta años.
El primer Gran Premio de Fórmula 1 disputado al este del telón de acero fue el Gran Premio de Hungría de 1986, en el autódromo de Hungaroring en Mogyoród, cerca de Budapest. Al igual que ocurría con el Gran Premio de los Países Bajos, al cual sustituyó, el Gran Premio de Hungría se disputa a mediados del verano europeo. Debido al clima de esa región, la primera carrera en que llovió fue la de 2006. El Gran Premio de Hungría atrae aficionados de diversos países de la región que no tienen un Gran Premio local, por ejemplo de los países escandinavos y los de Europa del Este. La Fórmula 3000 Internacional, la GP2 Series y la FIA Fórmula 2 han disputado carreras preliminares en cada edición a partir de 1998.
Debido a la naturaleza de la pista, estrecha, sinuosa y frecuentemente empolvada por falta de uso, en el Gran Premio de Hungría se forman generalmente grupos de hasta seis vehículos siguiendo todos a uno un poco más lento al que no es posible doblar. Este es uno de los circuitos en donde la estrategia en las paradas es más crucial. El mejor ejemplo de ello se vio en el Gran Premio de 1998 cuando el equipo Ferrari de Michael Schumacher cambió de estrategia a mitad de carrera y logró colocar a su corredor en posición de ganar al final de las paradas. Los adelantamientos entre pilotos son raros en este circuito, pero una notable excepción la produjo Nigel Mansell en 1989 al partir de la posición 12 y adelantar coche por coche y terminar tomando la delantera al aprovechar que Ayrton Senna estaba atascado pasando a un corredor más lento. En 2003 se efectuaron modificaciones al circuito en un intento de hacer más factibles los adelantamientos.
Otros grandes momentos en este circuito incluyen la primera victoria para Damon Hill (en 1993), y para Fernando Alonso (en 2003). En 2001, Michael Schumacher igualó en este circuito a Alain Prost en número de victorias.
En 2006, Jenson Button logró su primera victoria en Fórmula 1, y Pedro de la Rosa su primer podio. Esta carrera se desarrolló por primera vez en carrera de Fórmula 1 en este circuito con lluvia, y destacó por ser muy accidentada y por su gran número de abandonos, incluyendo los de Michael Schumacher y Fernando Alonso.
En 2016 esta carrera amplió su contrato vigente hasta 2021 por cinco años más, asegurándose el GP hasta 2026.

## Ganadores

### Fórmula 1
Las carreras que no forman parte del Campeonato Mundial de Fórmula 1 están señaladas con un fondo de color rosado.

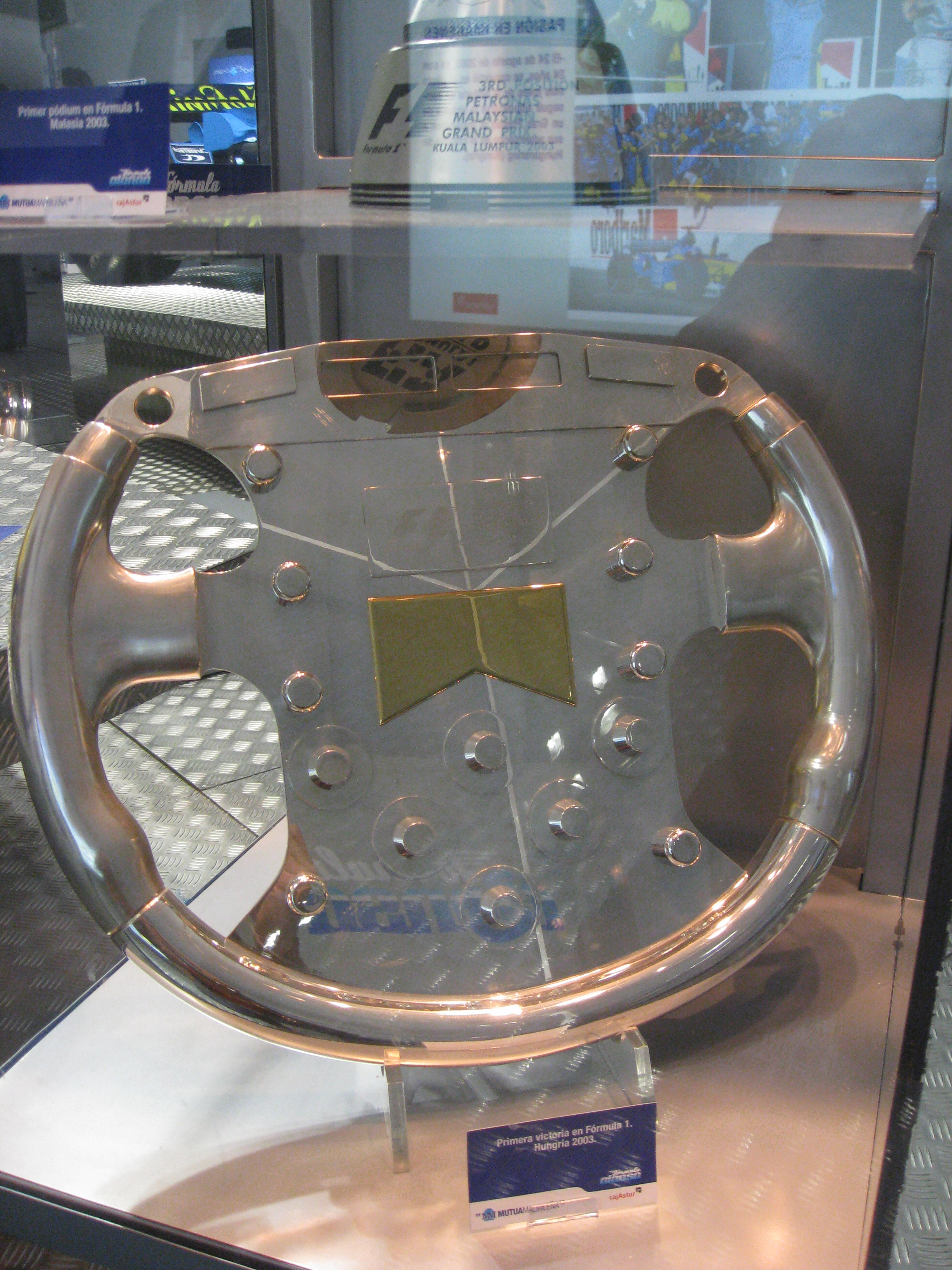
Trofeo del año 2003 al primer lugar en el Gran Premio de Hungría.

| Año        | Piloto                 | Equipo/Motor        | Circuito       | Resultados     |                |
| ---------- | ---------------------- | ------------------- | -------------- | -------------- | -------------- |
| 1936       | Tazio Nuvolari         | Alfa Romeo          | Népliget       | Resultados     |                |
| 1937- 1985 | No se disputó.         | No se disputó.      | No se disputó. | No se disputó. | No se disputó. |
| 1986       | Nelson Piquet          | Williams-Honda      | Hungaroring    | Resultados     |                |
| 1987       | Nelson Piquet (2)      | Williams-Honda      | Hungaroring    | Resultados     |                |
| 1988       | Ayrton Senna           | McLaren-Honda       | Hungaroring    | Resultados     |                |
| 1989       | Nigel Mansell          | Ferrari             | Hungaroring    | Resultados     |                |
| 1990       | Thierry Boutsen        | Williams-Renault    | Hungaroring    | Resultados     |                |
| 1991       | Ayrton Senna (2)       | McLaren-Honda       | Hungaroring    | Resultados     |                |
| 1992       | Ayrton Senna (3)       | McLaren-Honda       | Hungaroring    | Resultados     |                |
| 1993       | Damon Hill             | Williams-Renault    | Hungaroring    | Resultados     |                |
| 1994       | Michael Schumacher     | Benetton-Ford       | Hungaroring    | Resultados     |                |
| 1995       | Damon Hill (2)         | Williams-Renault    | Hungaroring    | Resultados     |                |
| 1996       | Jacques Villeneuve     | Williams-Renault    | Hungaroring    | Resultados     |                |
| 1997       | Jacques Villeneuve (2) | Williams-Renault    | Hungaroring    | Resultados     |                |
| 1998       | Michael Schumacher (2) | Ferrari             | Hungaroring    | Resultados     |                |
| 1999       | Mika Häkkinen          | McLaren-Mercedes    | Hungaroring    | Resultados     |                |
| 2000       | Mika Häkkinen (2)      | McLaren-Mercedes    | Hungaroring    | Resultados     |                |
| 2001       | Michael Schumacher (3) | Ferrari             | Hungaroring    | Resultados     |                |
| 2002       | Rubens Barrichello     | Ferrari             | Hungaroring    | Resultados     |                |
| 2003       | Fernando Alonso        | Renault             | Hungaroring    | Resultados     |                |
| 2004       | Michael Schumacher (4) | Ferrari             | Hungaroring    | Resultados     |                |
| 2005       | Kimi Räikkönen         | McLaren-Mercedes    | Hungaroring    | Resultados     |                |
| 2006       | Jenson Button          | Honda               | Hungaroring    | Resultados     |                |
| 2007       | Lewis Hamilton         | McLaren-Mercedes    | Hungaroring    | Resultados     |                |
| 2008       | Heikki Kovalainen      | McLaren-Mercedes    | Hungaroring    | Resultados     |                |
| 2009       | Lewis Hamilton (2)     | McLaren-Mercedes    | Hungaroring    | Resultados     |                |
| 2010       | Mark Webber            | Red Bull-Renault    | Hungaroring    | Resultados     |                |
| 2011       | Jenson Button (2)      | McLaren-Mercedes    | Hungaroring    | Resultados     |                |
| 2012       | Lewis Hamilton (3)     | McLaren-Mercedes    | Hungaroring    | Resultados     |                |
| 2013       | Lewis Hamilton (4)     | Mercedes            | Hungaroring    | Resultados     |                |
| 2014       | Daniel Ricciardo       | Red Bull-Renault    | Hungaroring    | Resultados     |                |
| 2015       | Sebastian Vettel       | Ferrari             | Hungaroring    | Resultados     |                |
| 2016       | Lewis Hamilton (5)     | Mercedes            | Hungaroring    | Resultados     |                |
| 2017       | Sebastian Vettel (2)   | Ferrari             | Hungaroring    | Resultados     |                |
| 2018       | Lewis Hamilton (6)     | Mercedes            | Hungaroring    | Resultados     |                |
| 2019       | Lewis Hamilton (7)     | Mercedes            | Hungaroring    | Resultados     |                |
| 2020       | Lewis Hamilton (8)     | Mercedes            | Hungaroring    | Resultados     |                |
| 2021       | Esteban Ocon           | Alpine-Renault      | Hungaroring    | Resultados     |                |
| 2022       | Max Verstappen         | Red Bull-RBPT       | Hungaroring    | Resultados     |                |
| 2023       | Max Verstappen (2)     | Red Bull-Honda RBPT | Hungaroring    | Resultados     |                |
| 2024       | Oscar Piastri          | McLaren-Mercedes    | Hungaroring    | Resultados     |                |
| 2025       | Lando Norris           | McLaren-Mercedes    | Hungaroring    | Resultados     |                |
| Fuente:    |                        |                     |                |                |                |

## Estadísticas

### Pilotos con más victorias
| Victorias | Piloto             | Años                                           |
| --------- | ------------------ | ---------------------------------------------- |
| 8         | Lewis Hamilton     | 2007, 2009, 2012, 2013, 2016, 2018, 2019, 2020 |
| 4         | Michael Schumacher | 1994, 1998, 2001, 2004                         |
| 3         | Ayrton Senna       | 1988, 1991, 1992                               |
| 2         | Nelson Piquet      | 1986, 1987                                     |
| 2         | Damon Hill         | 1993, 1995                                     |
| 2         | Jacques Villeneuve | 1996, 1997                                     |
| 2         | Mika Häkkinen      | 1999, 2000                                     |
| 2         | Jenson Button      | 2006, 2011                                     |
| 2         | Sebastian Vettel   | 2015, 2017                                     |
| 2         | Max Verstappen     | 2022, 2023                                     |
| 1         | Nigel Mansell      | 1989                                           |
| 1         | Thierry Boutsen    | 1990                                           |
| 1         | Rubens Barrichello | 2002                                           |
| 1         | Fernando Alonso    | 2003                                           |
| 1         | Kimi Räikkönen     | 2005                                           |
| 1         | Heikki Kovalainen  | 2008                                           |
| 1         | Mark Webber        | 2010                                           |
| 1         | Daniel Ricciardo   | 2014                                           |
| 1         | Esteban Ocon       | 2021                                           |
| 1         | Oscar Piastri      | 2024                                           |
| 1         | Lando Norris       | 2025                                           |

### Constructores con más victorias
| Victorias | Constructor | Años                                                                         |
| --------- | ----------- | ---------------------------------------------------------------------------- |
| 13        | McLaren     | 1988, 1991, 1992, 1999, 2000, 2005, 2007, 2008, 2009, 2011, 2012, 2024, 2025 |
| 7         | Williams    | 1986, 1987, 1990, 1993, 1995, 1996, 1997                                     |
| 7         | Ferrari     | 1989, 1998, 2001, 2002, 2004, 2015, 2017                                     |
| 5         | Mercedes    | 2013, 2016, 2018, 2019, 2020                                                 |
| 4         | Red Bull    | 2010, 2014, 2022, 2023                                                       |
| 1         | Benetton    | 1994                                                                         |
| 1         | Renault     | 2003                                                                         |
| 1         | Honda       | 2006                                                                         |
| 1         | Alpine      | 2021                                                                         |